# Bindahara yurgama
Bindahara yurgama är en fjärilsart som beskrevs av Couchman 1965. Bindahara yurgama ingår i släktet Bindahara och familjen juvelvingar. Inga underarter finns listade i Catalogue of Life.